# Cassago Brianza
Cassago Brianza (Casàch in dialetto brianzolo, e semplicemente Cassago fino al 1927) è un comune italiano di 4 389 abitanti della provincia di Lecco in Lombardia.

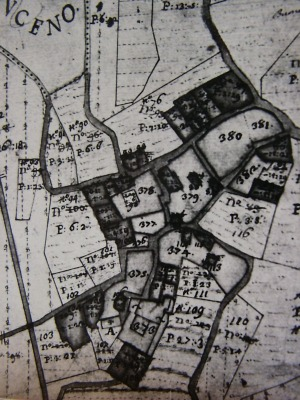
Cassago nel XVIII secolo

Il comune di Cassago Brianza nasce nel 1927 dalla fusione di due preesistenti comuni: la sede municipale di Cassago e Oriano Brianza.

## Origine del nome
Sembra che si possa identificare in questa località della Brianza lecchese il Cassiciaco di cui parla nelle sue opere Agostino d'Ippona, che qui avrebbe dimorato nel 387, quando si preparava al proprio battesimo. Questa ipotesi non è, tuttavia, del tutto certa: anche il paese Casciago, in provincia di Varese, è uno dei paesini in cui si ipotizza possa aver risieduto Sant'Agostino.
Secondo tale ipotesi, il nome dell'attuale comune sarebbe citato da sant'Agostino nel libro IX delle sue Confessioni:

## Storia
Già parte del monastero di Pontida e del capitolo di Monza, fu compreso nel Contado della Martesana e nel 1162 Federico Barbarossa lo concesse in feudo a Benedetto d'Assia. Fu poi affidato a vari signori: gli Scaccabarozzi (1412), i De Benedetti (1479), i Pirovano e quindi i Visconti di Modrone. La presenza dei Visconti di Modrone a Cassago Brianza è attestata dalla fine del XVII secolo, come testimonia la presenza dei ruderi di una villa appartenuta a tale famiglia e del Sepolcreto dei Visconti di Modrone, noto anche come Mausoleo di San Salvatore, che sorge in località Tremoncino a Cassago.

## Monumenti e luoghi d'interesse

### Architetture religiose
- Chiesa Santi Giacomo e Brigida (XVIII secolo), edificata in luogo di una pre-esistente chiesa anteriore di circa due secoli[7]
- Mausoleo Visconti di Modrone, struttura neogotica disegnata nel 1836 da Giuseppe Chierichetti ispirandosi al tiburio del Duomo di Milano.[7] ll tempietto è stato costruito laddove si trovava una chiesa dedicata a San Salvatore.[9]

### Architetture civili
- Villa Lurani-Pedroli
- Villa Romagnoli (fine XVII secolo), edificio in stile barocco, dotato di porticato ad archi.[7]
- Torrione in via Fiume, probabile antica torre di segnalazione.[7]

## Società

### Evoluzione demografica
- 400 nel 1751
- 624 nel 1771
- 628 nel 1805
- annessione a Barzanò nel 1809
- 763 nel 1853
- 754 nel 1861
- 862 nel 1881
- 1 041 nel 1901
- 1 175 nel 1921
- 1 873 nel 1931 dopo annessione di Oriano Brianza nel 1927

Abitanti censiti

### Etnie e minoranze straniere
Gli stranieri residenti nel comune sono 367, ovvero l'8,4% della popolazione. Di seguito sono riportati i gruppi più consistenti:
1. Marocco, 146
2. Senegal, 47
3. Albania, 44
4. India, 23

## Luoghi e cultura
- Il Cammino di Sant'Agostino
- Il Rus Cassiciacum di Sant'Agostino
- La Cappella di Sant'Agostino
- Le Chiese di Cassago
- Mausoleo Visconti di Modrone
- Monumento di Sant'Agostino
- Parco Monumentale "RUS CASSICIACUM"
- Parco storico-archeologico di sant'Agostino
- Sala del Pellegrino

## Infrastrutture e trasporti
Il paese è servito, insieme ai comuni di Nibionno e Bulciago, dalla fermata di Cassago-Nibionno-Bulciago, posta sulla Monza-Molteno e distante poco più di un chilometro circa dal suo centro.

## Amministrazione
| Periodo        | Periodo        | Primo cittadino      | Partito                         | Carica  | Note |
| -------------- | -------------- | -------------------- | ------------------------------- | ------- | ---- |
| 23 aprile 1995 | 13 giugno 1999 | Maurizio Corbetta    | lista civica di centro-sinistra | sindaco |      |
| 13 giugno 1999 | 13 giugno 2004 | Maurizio Corbetta    | lista civica di centro-sinistra | sindaco |      |
| 13 giugno 2004 | 7 giugno 2009  | Gian Mario Fragomeli | lista civica                    | sindaco |      |
| 7 giugno 2009  | 25 maggio 2014 | Gian Mario Fragomeli | lista civica                    | sindaco |      |
| 25 maggio 2014 | 26 maggio 2019 | Rosaura Fumagalli    | lista civica                    | sindaco |      |
| 26 maggio 2019 | in carica      | Roberta Marabese     | lista civica                    | sindaco |      |